# Europapokal der Pokalsieger 1962/63
Der Europapokal der Pokalsieger 1962/63 war die dritte Ausspielung des Wettbewerbs der europäischen Fußball-Pokalsieger. 25 Klubmannschaften aus 24 Ländern nahmen teil, darunter Titelverteidiger Atlético Madrid, 20 amtierende Pokalsieger und drei unterlegene Pokalfinalisten (Vitória Setúbal, FC Portadown und der Grazer AK). Ungarn entsendete mit dem Újpesti Dózsa SC erneut den Vizemeister, da es einen landesweiten Pokalwettbewerb erst ab 1964 gab.
Aus Deutschland waren der DFB-Pokalsieger 1. FC Nürnberg, aus der DDR der FDGB-Pokalsieger SC Chemie Halle, aus Österreich der Finalist des ÖFB-Cups Grazer AK und aus der Schweiz Lausanne-Sports am Start.
Das Finale am 15. Mai 1963 in De Kuip von Rotterdam gewann Tottenham Hotspur mit 5:1 gegen Titelverteidiger Atlético Madrid. Tottenham wurde damit der erste britische Verein, der einen Europapokaltitel erringen konnte.
Torschützenkönige wurden Georgi Asparuchow von DNA Plowdiw und Jimmy Greaves von den Spurs mit je sechs Treffern.

## Modus
Die Teilnehmer spielten wie gehabt im reinen Pokalmodus mit Hin- und Rückspielen den Sieger aus. Bei Torgleichstand nach Verlängerung im Rückspiel fand ein Entscheidungsspiel auf neutralem Platz statt. Die Auswärtstorregel galt noch nicht. Das Finale wurde in einem Spiel auf neutralem Platz entschieden. Allerdings wäre hier bei unentschiedenem Spielstand nach Verlängerung ein Wiederholungsspiel angesetzt worden, da ein Elfmeterschießen noch nicht vorgesehen war.

## 1. Runde
Die Hinspiele fanden vom 5. bis 20. September, die Rückspiele vom 18. September bis 3. Oktober 1962 statt.
|                     | Gesamt |                          | Hinspiel | Rückspiel |
| ------------------- | ------ | ------------------------ | -------- | --------- |
| Alliance Düdelingen | 2:9    | B 1909 Odense            | 1:1      | 1:8       |
| OFK Belgrad         | 5:3    | SC Chemie Halle          | 2:0      | 3:3       |
| Olympiakos Piräus   | 1      | Hibernians Football Club |          |           |
| Glasgow Rangers     | 4:2    | FC Sevilla               | 4:0      | 0:2       |
| Bangor City         | 3:3    | SSC Neapel               | 2:0      | 1:3       |
| Újpesti Dózsa SC    | 5:0    | Zagłębie Sosnowiec       | 5:0      | 0:0       |
| Steaua Bukarest     | 4:7    | DNA Plowdiw              | 3:2      | 1:5       |
| Lausanne-Sports     | 5:4    | Sparta Rotterdam         | 3:0      | 2:4       |
| AS Saint-Étienne    | 4:1    | Vitória Setúbal          | 1:1      | 3:0       |

### Entscheidungsspiel
Das Spiel fand am 10. Oktober 1962 statt.
|             | Ergebnis |            |
| ----------- | -------- | ---------- |
| Bangor City | 1:2      | SSC Neapel |

## 2. Runde
Die Hinspiele fanden vom 18. Oktober bis 14. November, die Rückspiele am 7./14./21. und 28. November 1962 statt.
|                   | Gesamt |                          | Hinspiel | Rückspiel |
| ----------------- | ------ | ------------------------ | -------- | --------- |
| AS Saint-Étienne  | 0:3    | 1. FC Nürnberg           | 0:0      | 0:3       |
| Atlético Madrid   | 5:0    | Hibernians Football Club | 4:0      | 1:0       |
| Shamrock Rovers   | 0:5    | DNA Plowdiw              | 0:4      | 0:1       |
| Grazer AK         | 4:6    | B 1909 Odense            | 1:1      | 3:5       |
| Tottenham Hotspur | 8:4    | Glasgow Rangers          | 5:2      | 3:2       |
| OFK Belgrad       | 7:4    | FC Portadown             | 5:1      | 2:3       |
| Lausanne-Sports   | 1:2    | Slovan Bratislava        | 1:1      | 0:1       |
| Újpesti Dózsa SC  | 2:2    | SSC Neapel               | 1:1      | 1:1       |

### Entscheidungsspiel
Das Spiel fand am 4. Dezember 1962 statt.
|                  | Ergebnis |            |
| ---------------- | -------- | ---------- |
| Újpesti Dózsa SC | 1:3      | SSC Neapel |

## Viertelfinale
Die Hinspiele fanden am 5./6./27. Februar und 21. März, die Rückspiele am 13./14./20. und 24. März 1963 statt.
|                   | Gesamt |                   | Hinspiel | Rückspiel |
| ----------------- | ------ | ----------------- | -------- | --------- |
| OFK Belgrad       | 3:3    | SSC Neapel        | 2:0      | 1:3       |
| DNA Plowdiw       | 1:5    | Atlético Madrid   | 1:1      | 0:4       |
| Slovan Bratislava | 2:6    | Tottenham Hotspur | 2:0      | 0:6       |
| B 1909 Odense     | 0:7    | 1. FC Nürnberg    | 0:1      | 0:6       |

### Entscheidungsspiel
Das Spiel fand am 3. April 1963 statt.
|             | Ergebnis |            |
| ----------- | -------- | ---------- |
| OFK Belgrad | 3:1      | SSC Neapel |

## Halbfinale
Die Hinspiele fanden am 10./24. April, die Rückspiele am 24. April/1. Mai 1963 statt.
|                 | Gesamt |                   | Hinspiel | Rückspiel |
| --------------- | ------ | ----------------- | -------- | --------- |
| Atlético Madrid | 3:2    | 1. FC Nürnberg    | 2:0      | 1:2       |
| OFK Belgrad     | 2:5    | Tottenham Hotspur | 1:2      | 1:3       |

## Finale
| Tottenham Hotspur                                  | Tottenham Hotspur | Atlético Madrid | Atlético Madrid |
| -------------------------------------------------- | --- | --- | --------------- |
| Tottenham Hotspur                                  | \| 15. Mai 1963 in Rotterdam (De Kuip) \| \| Ergebnis: 5:1 (2:0) \| \| Zuschauer: 49.143 \| \| Schiedsrichter: Andries van Leeuwen ( Niederlande) \|                                  | \| 15. Mai 1963 in Rotterdam (De Kuip) \| \| Ergebnis: 5:1 (2:0) \| \| Zuschauer: 49.143 \| \| Schiedsrichter: Andries van Leeuwen ( Niederlande) \|                                                                             | Atlético Madrid |
| Tottenham Hotspur                                  | Bill Brown – Peter Baker, Maurice Norman, Ron Henry – Danny Blanchflower , Tony Marchi – Cliff Jones, John White, Bobby Smith, Jimmy Greaves, Terry Dyson Cheftrainer: Bill Nicholson | Edgardo Madinabeytia – Feliciano Rivilla, Jorge Griffa, José Antonio Rodríguez López – Ramiro, Jesús Glaría – Miguel Jones, Adelardo Rodríguez, Chuzo, Jorge Alberto Mendonça, Enrique Collar Cheftrainer: Rafael García Repullo | Atlético Madrid |
| Tottenham Hotspur                                  | 1:0 Jimmy Greaves (16.) 2:0 John White (35.) 3:1 Terry Dyson (67.) 4:1 Jimmy Greaves (80.) 5:1 Terry Dyson (85.)                                                                      | 2:1 Enrique Collar (47., Foulelfmeter) | Atlético Madrid |
| 15. Mai 1963 in Rotterdam (De Kuip)                | | |                 |
| Ergebnis: 5:1 (2:0)                                | | |                 |
| Zuschauer: 49.143                                  | | |                 |
| Schiedsrichter: Andries van Leeuwen ( Niederlande) | | |                 |